# Per sempre (film 2003)
Per sempre è un film italiano del 2003 diretto da Alessandro Di Robilant.

## Trama
Giovanni è un avvocato penalista che ha successo sia in campo lavorativo sia nelle conquiste extraconiugali, nonostante un felice matrimonio. La sua vita viene però sconvolta dall'improvvisa intrusione di Sara, una bella professionista che conquista gli uomini solamente per combattere la noia. Le conseguenze di questa intensa e stravolgente relazione porteranno Giovanni a cadere in un grave stato di prostrazione fisica e psichica, che, nonostante le cure del dottor Doddoli, lo porteranno alla morte. Il medico, colpito da questo insuccesso professionale, deciderà quindi di tentare di ricostruire le cause che hanno portato l'avvocato alla morte.

## Produzione

### Riprese
Le riprese del film vennero effettuate presso Diamante e Cittadella del Capo (frazione di Bonifati), in provincia di Cosenza.